# Pietrzak
Pietrzak – nazwisko polskie.
Nazwa osobowa Pietrzak, podobnie jak Pietrzyk, wytworzyła się z imienia Piotr, w okresie gdy brzmiało ono jeszcze Pietr, zanim nie ustabilizowało się w formie dzisiejszej Piotr po dokonaniu się tzw. przegłosu polskiego.
Odmiana Pietrzyk jest bardzo stara, została zapisana już w XII wieku.
Natomiast najstarszy zapis nazwiska Pietrzak w Polsce zachował się z 1639, a np. w bardzo starej księdze 
metrykalnej w Tropiu - z roku 1668, gdy zapisano nazwisko mieszkańca Tropia: Bartłomiej Pietrzak. 
Przyrostek -ak, podobnie jak -yk, wskazuje na odojcowskie pochodzenia nazwiska; wyrażał zdrobnienie z dodatnim zabarwieniem uczuciowym; dodany do imienia Piotr oznaczał zapewne syna Piotrowego.

## Występowanie nazwiska Pietrzak
Na początku lat 90. XX wieku w Polsce nosiło je 38139 osób. Na liście około 400.000 nazwisk w Polsce zajmuje 48 pozycję, należy więc do pięćdziesięciu najpopularniejszych nazwisk w Polsce. Nazwisko Pietrzak pojawia się obecnie, w roku 2007, na 886 tysiącach stron internetowych.
Najwięcej Pietrzaków, bo blisko jedna trzecia wszystkich, zamieszkuje Polskę centralną, tj. województwa łódzkie i mazowieckie.

## Znane osoby o tym nazwisku
- Anna Pietrzak – piosenkarka
- Anna Pietrzak – koszykarka
- Bogusław Pietrzak – ekonomista
- Bogusław Pietrzak – piłkarz i trener piłkarski
- Edmund Pietrzak – ekonomista
- Henryk Pietrzak (1914–1990) – polski pilot, as myśliwski z czasów II wojny światowej
- Henryk Pietrzak (ur. 1935) – polski pilot, generał dywizji WP.
- Jan Pietrzak – satyryk, aktor
- Jerzy Pietrzak – fizyk
- Jerzy Pietrzak – sportowiec trenujący strzelectwo
- Jerzy Kazimierz Pietrzak – historyk, senator I kadencji
- Konstanty Pietrzak – polski fizyk, stwierdził samorzutne rozszczepienie
- Łukasz Pietrzak – raper
- Maciej Roch Pietrzak – kierowca wyścigowy, prawnik, spiker radiowy
- Michał Pietrzak – historyk prawa i prawnik
- Michał Pietrzak (ur. 1988) – polski zawodnik mieszanych sztuk walki oraz zapaśnik
- Michał Pietrzak – lekkoatleta
- Rafał Pietrzak – piłkarz
- Sławomir Pietrzak – muzyk rockowy
- Sławomir Pietrzak – zootechnik, prof. dr hab.
- Tomasz Pietrzak – poeta
- Włodzimierz Pietrzak – poeta, prozaik
- Włodzimierz Pietrzak – surdopedagog